# ادوین فریزیر
ادوین فریزیر (انگلیسی: Edwin Frazier; ۲۱ ژانویهٔ ۱۹۰۷ – ۲ نوامبر ۱۹۷۱) بازیکن هاکی روی یخ اهل ایالات متحده آمریکا بود.